# Petar Petrow (Leichtathlet)
Petar Nikolow Petrow (bulgarisch Петър Николов Петров, engl. Transkription Petar Petrov; * 17. Februar 1955 in Swischtow, Oblast Weliko Tarnowo) ist ein ehemaliger bulgarischer Sprinter.
1973 wurde er Vizejunioreneuropameister über 100 und 200 Meter.
1976 gewann er über 60 Meter Bronze bei den Halleneuropameisterschaften in München und kam über 100 Meter bei den Olympischen Spielen in Montreal auf den achten Platz.
Jeweils Silber gewann er über 100 Meter bei der Universiade 1977 und über 60 Meter bei den Halleneuropameisterschaften 1978 in Mailand. Bei den Europameisterschaften 1978 in Prag wurde er Vierter, und bei den Halleneuropameisterschaften 1979 in Wien errang er Bronze.
Bei den Olympischen Spielen 1980 in Moskau stellte er im Viertelfinale über 100 Meter einen Landesrekord auf und lief im Finale auf den Bronzerang, hinter dem Briten Allan Wells und dem Kubaner Silvio Leonard. Über 200 Meter erreichte er das Viertelfinale, und in der 4-mal-100-Meter-Staffel wurde er mit der bulgarischen Mannschaft Sechster.
Seinen letzten Finalauftritt bei internationalen Meisterschaften hatte er zwei Jahre später, als er mit der bulgarischen Stafette über 4-mal 100 Meter den achten Platz belegte.
Bulgarischer Meister wurde er sechsmal über 100 Meter (1974, 1976–1980), dreimal über 200 Meter (1974, 1976, 1977) und fünfmal in der Halle über 60 Meter (1975, 1976, 1978–1980).

## Persönliche Bestzeiten
- 60 m (Halle): 6,58 s, 15. Februar 1978, Sofia (bulgarischer Rekord)
- 100 m: 10,13 s, 24. Juli 1980, Moskau (bulgarischer Rekord)
- 200 m: 20,80 s, 15. Juni 1980, Sofia